# Salins-les-Thermes
Salins-les-Thermes ist eine Commune déléguée mit 857 Einwohnern (Stand 1. Januar 2022) in der Gemeinde Salins-Fontaine im Département Savoie in der Region Auvergne-Rhône-Alpes.
Die Gemeinde Salins-les-Thermes wurde am 1. Januar 2016 mit Fontaine-le-Puits zur neuen Gemeinde Salins-Fontaine zusammengeschlossen.

## Geographie
Salins-les-Thermes liegt etwa 27 Kilometer südsüdöstlich von Albertville an den Flüssen Doron de Belleville und Doron de Bozel. Durch die Gemeinde führt die Route nationale 515. 

## Bevölkerungsentwicklung
| 1962          | 1968 | 1975  | 1982  | 1990  | 1999 | 2006 | 2013 |
| ------------- | ---- | ----- | ----- | ----- | ---- | ---- | ---- |
| 552           | 690  | 1.078 | 1.021 | 1.002 | 944  | 949  | 876  |
| Quelle: INSEE |      |       |       |       |      |      |      |

## Sehenswürdigkeiten
- Kirche Saint-Maurice
- Kapelle Saint-Roch von Les Frasses
- Schloss Salins (auch: Schloss Melphe)
- Bäder